# Velika Kostrevnica
Velika Kostrevnica je naselje v Občini Šmartno pri Litiji. Od Litije je oddaljena 7 km.
V neposredni bližini stoji grad Bogenšperk.